# (3208) Lunn
(3208) Lunn (1981 JM) – planetoida z pasa głównego asteroid okrążająca Słońce w ciągu 5,51 lat w średniej odległości 3,12 au. Odkryta 3 maja 1981 roku.